# Carl Schmidt
Carl Richardt Schmidt (Copenhague, 20 de mayo de 1904-Copenhague, 3 de enero de 1992) fue un deportista danés que compitió en remo. Ganó una medalla de bronce en el Campeonato Europeo de Remo de 1930, en la prueba de ocho con timonel.

## Palmarés internacional
| Campeonato Europeo | Campeonato Europeo | Campeonato Europeo | Campeonato Europeo |
| Año                | Lugar              | Medalla            | Prueba             |
| ------------------ | ------------------ | ------------------ | ------------------ |
| 1930               | Lieja (Bélgica)    | Medalla de bronce  | Ocho con timonel   |